# C70フラーレン
C70フラーレン(C70 fullerene)は、70個の炭素原子から構成されるフラーレン分子である。ラグビーボールに似た形で、25個の六角形と12個の五角形からなる。関連化合物のバックミンスターフラーレンは、60個の炭素原子からできている。
1985年に、ライス大学のハロルド・クロトー、ジェームズ・ヒース、シーン・オブライエン、ロバート・カール、リチャード・スモーリーによって、初めて意図的に合成された。クロトー、カール、スモーリーは、フラーレンの発見によって、1996年のノーベル化学賞を受賞した。名前は、分子の形が似ているジオデシック・ドームを設計したバックミンスター・フラーに因む。

## 歴史

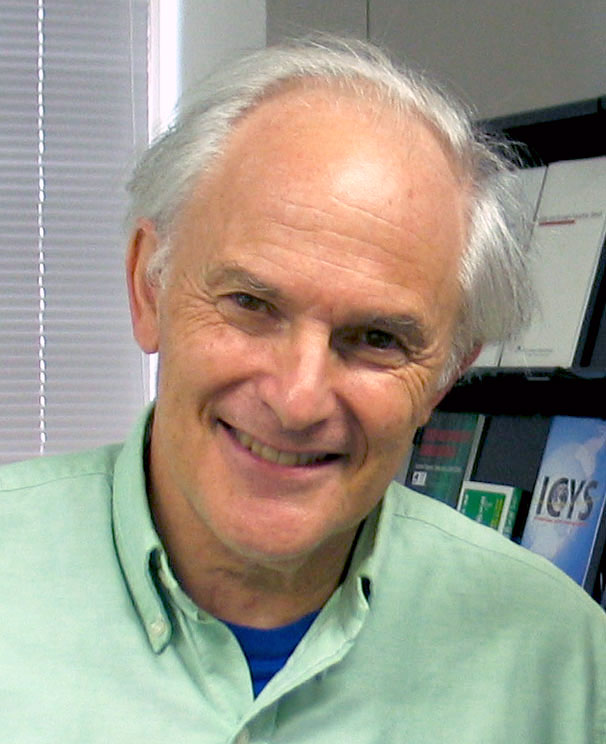
クロトー

フラーレン分子の理論的な予測は、1960年代末-1970年代初頭からあったが、ほとんど注目されていなかった。1970年代初頭、不飽和炭素の配置の研究が、サセックス大学のクロトー、デヴィッド・ウォルトンらによって行われた。1980年代、ライス大学のスモーリー、カールらによって、これらの物質を単離するための技術開発がなされた。彼らは、適切な標的分子のレーザー気化を用いて原子の塊を作り出した。クロトーは、標的としてグラファイトを用いた。
C70は、1985年にカール、クロトー、スモーリーによって発見された。グラファイトのレーザー気化により、彼らは20個以上の炭素原子で構成される塊を発見したが、最も多かったのは、炭素原子の数が60個と70個のものだった。この発見によって、彼らは1996年のノーベル化学賞を受賞した。彼らは、星間物質を再現するために炭素のプラズマを作り出すことを意図しており、フラーレンの発見は予期しないものだった。質量分析法により、球状の炭素分子であることが示唆された。

## 合成
1990年、W・クレッチマーとD・R・ハフマンは、グラム、キログラム単位のフラーレンを簡単に効率良く合成できる方法を開発し、フラーレンの研究が一気に進んだ。この技術では、ヘリウム中で高純度の2つのグラファイト電極の間をアーク放電させることで、炭素のすすを生成する。
または、グラファイトのレーザーアブレーションか芳香族炭化水素の熱分解によってすすを生成する。フラーレンは、すすの中から多段階の過程によって抽出される。まずは、すすを適切な有機溶媒に溶かす。この段階で、最大70%のC60と15%のC70、その他のフラーレンからなる溶液ができる。これをクロマトグラフィーを用いて分離する。

## 性質

### 分子
C70分子は、D5h対称性を持ち、37の面を持つ。構造はC60分子と類似しているが、赤道部分に6つの六角形でできた帯を持つ。分子内の結合長は、0.137から0.146 nmの範囲で8種類ある。各々の炭素原子は、他の3つの原子と共有結合している。

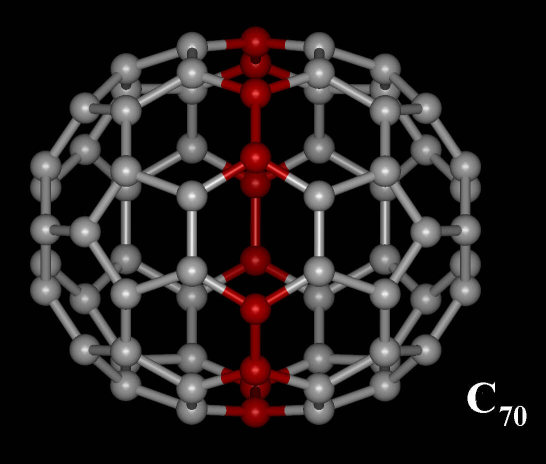
C70分子の構造。赤い原子は、C60分子に加わる5つの六角形の面を示している。

C70は、可逆の一電子還元により、C706-となるが、酸化は不可逆である。最初の還元には～1.0V(Fc/Fc+)が必要で、C70が電子受容体であることを示している。

### 溶液
| 溶媒                 | S (mg/mL) |
| -------------------- | --------- |
| 1,2-ジクロロベンゼン | 36.2      |
| 二硫化炭素           | 9.875     |
| キシレン             | 3.985     |
| トルエン             | 1.406     |
| ベンゼン             | 1.3       |
| 四塩化炭素           | 0.121     |
| n-ヘキサン           | 0.013     |
| シクロヘキサン       | 0.08      |
| ペンタン             | 0.002     |
| オクタン             | 0.042     |
| デカン               | 0.053     |
| ドデカン             | 0.098     |
| ヘプタン             | 0.047     |
| イソプロパノール     | 0.0021    |
| メシチレン           | 1.472     |
| ジクロロメタン       | 0.080     |

フラーレンは、トルエン等の多くの芳香族性溶媒や二硫化炭素にわずかに溶けるが、水には不溶である。C70の溶液は赤茶色で、溶液からはC70のmmサイズの結晶が育つ。

### 固体
固体状態では、C70はファンデルワールス力で強固に結合している。室温では単斜晶、六方晶、菱面体晶および面心立方構造が混合している。70℃以上では、面心立方構造がC70の安定な結晶相である。これらの相の存在は、以下のように理に適ったものである。固体状態では、C70分子は面心立方体配置を取り、全体の対称性はその相対方向に依る。対称性の低い単斜晶は、分子の回転が温度か歪みの為に止まっている時に観測される。1つの対称軸に沿った部分的な回転により、より高次の六方晶または菱面体晶の対称となり、分子が自由に回転を始めると立方体構造になる。
C70は、バンドギャップが1.77 eVの茶色の結晶を形成する。これは、大気中から固体中に酸素が拡散することによりn型半導体となる。単位格子は、4つの八面体と12個の四面体の空洞を含み、不純原子を収容するのに十分な大きさを持つ。この空洞に、アルカリ金属等の電子供与原子が取り込まれると、C70は伝導性が最大2 S/cmまでの導体に変わる。
| 対称性 | 空間群  | No  | ピアソン記号 | a (nm) | b (nm) | c (nm) | Z | ρ (g/cm3) |
| ------ | ------- | --- | ------------ | ------ | ------ | ------ | - | --------- |
| 単斜晶 | P21/m   | 11  | mP560        | 1.996  | 1.851  | 1.996  | 8 |           |
| 六方晶 | P63/mmc | 194 | hP2          | 1.011  | 1.011  | 1.858  | 2 | 1.70      |
| 立方晶 | Fm3m    | 225 | cF4          | 1.496  | 1.496  | 1.496  | 4 | 1.67      |

## 関連文献
- Katz, E. A. (2006). “Fullerene Thin Films as Photovoltaic Material”. In Sōga, Tetsuo. Nanostructured materials for solar energy conversion. Elsevier. pp. 361–443. ISBN 978-0-444-52844-5